# Szkarłatny pazur
Szkarłatny pazur (ang. Scarlet Claw) – amerykański film typu mystery z 1944 roku w reżyserii Roya Williama Neilla na podst. postaci Sherlocka Holmesa i doktora Watsona stworzonych przez sir Arthura Conana Doyle’a. Ósmy z czternastu filmów z Basilem Rathbone’em jako Sherlockiem Holmesem i Nigelem Bruce’em jako doktorem Watsonem. Fabuła jest oryginalną historią, która nie jest oparta na żadnym z utworów o Holmesie.
David Stuart Davies zauważa w komentarzu audio DVD do filmu, że Szkarłatny pazur on powszechnie uważany przez krytyków i fanów serialu za najlepszy z dwunastu filmów Holmesa nakręconych przez Universal Pictures.

## Obsada
- Basil Rathbone – Sherlock Holmes
- Nigel Bruce – dr John Watson
- Gerald Hamer – Alistair Ramson
- Paul Cavanagh – William, lord Penrose
- Arthur Hohl –
  - Emile Journet
  - Sherlock Holmes przebrany za Journeta (głos)
- Kay Harding – Marie Journet
- Miles Mander – sędzia Brisson
- David Clyde – sierżant Thompson
- Ian Wolfe – Drake
- Victoria Horne – Nora
- Gertrude Astor – lady Lillian Gentry Penrose